# Julijans Vaivods

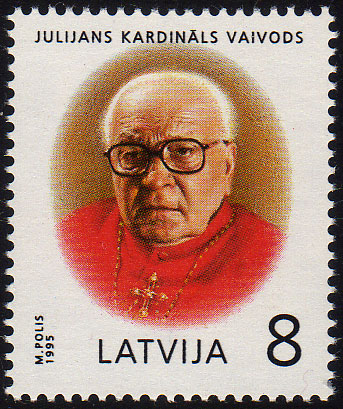
Julijans Kardinal Vaivods auf einer lettischen Briefmarke (1995)

Julijans Kardinal Vaivods (* 18. August 1895 in Vārkava bei Preiļi, Gouvernement Witebsk, heute Lettland; † 24. Mai 1990 in Riga) war Apostolischer Administrator von Riga.

## Leben
Julijans Vaivods besuchte die Volksschule in Vārkava und die Mittelschule in Preiļi. Seine philosophische und theologische Ausbildung erhielt er in Sankt Petersburg und Riga. Er empfing am 7. April 1918 das Sakrament der Priesterweihe durch Jan Feliks Cieplak, Weihbischof in Mogilew in Belarus. Danach wirkte er als Kaplan in Varakļāni, als Pfarrer in Lēnas bei Nīkrāce, in Alsunga, in Jaunjelgava  und in Ventspils, dann als Seelsorger in Liepāja sowie als Diözesankanzler und Diözesanrichter.
Von 1944 bis 1958 und von 1962 bis 1964 leitete Vaivods als Generalvikar die Verwaltung des Erzbistums Riga, zudem war er Seelsorger in mehreren Gemeinden in Riga, zusammen mit Jānis Pujats. Von 1958 bis 1960 musste er als politischer Gefangener Zwangsarbeit verrichten.
1964 konnte Julijans Vaivods auf besondere päpstliche Einladung hin am Zweiten Vatikanischen Konzil teilnehmen. Im selben Jahr ernannte ihn Papst Paul VI. zum Titularbischof von Macriana Maior und bestellte ihn zum Apostolischen Administrator im Erzbistum Riga und Bistum Liepāja. Die Bischofsweihe spendete ihm am 18. November 1964 Kurienkardinal Paolo Marella in Rom. Mitkonsekratoren waren der Weihbischof in Riga, Jazeps Rancans, und der Apostolische Administrator von Minsk, Boļeslavs Sloskāns.
Papst Johannes Paul II. nahm ihn am 2. Februar 1983 als Kardinalpriester mit der Titelkirche Santi Quattro Coronati in das Kardinalskollegium auf. Er war der erste Kardinal aus Lettland. In den 1980er Jahren nahm Kardinal Vaivods an mehreren Bischofssynoden im Vatikan teil. Er starb am 24. Mai 1990 in Riga und wurde in der Kathedrale von Aglona beigesetzt. Zum Zeitpunkt seines Todes war er ältester Kardinal der Welt.

## Schriften
In lettischer Sprache
- Homīlijas visa gada svētdienām . Liepāja 1953 (Neuauflage Rīgas metropolijas kūrija, Riga 1992)
- Īsas mācības visa gada svētdienām un galvenajām svētku dienām . Liepāja 1954 (Neuauflage Rīgas metropolijas kūrija, Riga 1993)
- Baznīcas vēsture Kurzemē XIX un XX gadsimtos. In: Katol̦u baznīcas vēsture Latvijā. Rīgas metropolijas kūrija, Riga 1994
- Kristīgās baznīcas vēsture senajā Livonijā . In: Katol̦u baznīcas vēsture Latvijā. Rīgas metropolijas kūrija, Riga 1994